# Суслов, Томаш
То́маш Су́слов (словац. Tomáš Suslov; род. 7 июня 2002, Спишска-Нова-Вес, Кошицкий край) — словацкий футболист, полузащитник итальянского клуба «Эллас Верона» и сборной Словакии. Участник двух чемпионатов Европы (2020 и 2024).

## Футбольная карьера
Футболом начал заниматься в родном городе Спишска-Нова-Вес, в тринадцать лет перешёл в команду «Татран» из города Прешов, где его заметили скауты нидерландского «Гронингена», академию которого он пополнил в 16 лет. 22 августа 2019 года подписал контракт с командой на три года. В сезоне 2019/20 стал впервые привлекаться к тренировкам с основной командой. 22 февраля 2020 года дебютировал в Эредивизи в поединке против «ВВВ-Венло», выйдя на замену на 87-й минуте вместо Азора Матусивы. В следующем сезоне стал постоянно появляться на поле в качестве игрока замены. В одно из таких появлений сумел отличиться дебютным забитым мячом в профессиональной карьере — 13 сентября 2020 года в поединке с ПСВ он заменил на 30-й минуте Арьена Роббена, а на 53-й поразил ворота соперника.
Выступал за юношеские сборные команды Словакии. Ныне выступает за молодёжную сборную. 18 ноября 2020 года дебютировал за основную сборную в поединке Лиги наций против сборной Чехии, выйдя на замену на 62-й минуте вместо Альберта Руснака.